# Blankytná jezera
Blankytná jezera (bělorusky Блакітныя азёры) nebo Balducká skupina jezer (bělorusky Балдуцкая група азёр) je skupina jezer, která se nachází na území Mjadzelského rajónu Minské oblasti, Pastaŭském rajónu Vitebské oblasti a Astravěckého rajónu Hrodenské oblasti, a na západě Běloruského pojezeří, v povodí řeky Strača, na území krajinné rezervace Blakitná jezera. Zahrnuje skupinu malých jezer Balduk, Baldučyca, Hlublja, Hlubělka, Jačmjaněc, Mjortvaje, Imšarac, Karasik. Celková plocha činí 1,5 km².
Vznikla v době paazerského zalednění a patří ke komplexu ledovcových forem reliéfu (relativní výšky dosahují 25–30 m), porostlých borovicemi a borovicovo-smrkovými lesy. Jezera se odlišují čistou vodou a absencí antropogenních ekologických narušení, ve kterých rostou vzácné chráněné vodní rostliny (prustka obecná a mařice pilovitá). Jezery prochází turistická trasa.

## Jezera
| jezero       | oblast   | rozloha (km²) | délka (km) | šířka (km) | m.hl. (m) | objem (m³) | n.v. (m) |
| ------------ | -------- | ------------- | ---------- | ---------- | --------- | ---------- | -------- |
| Balduk       | Minská   | 0,78          | 2,05       | 0,7        | 39,7      | 11 890 000 | 167      |
| Glublja      | Minská   | 0,47          | 1,15       | 0,51       | 26,8      | 5 000 000  | 163      |
| Glubelka     | Minská   | 0,09          | 0,52       | 0,35       | 17        | 549 000    | 163,8    |
| Vilčynija    | Minská   | 0,08          | 0,7        | 0,15       | 10,7      | 368 000    | 179      |
| Baldučyca    | Vitebská | 0,05          | 0,19       | 0,09       | —         | —          | 168      |
| Jačmjaněc    | Minská   | 0,011         | 0,18       | 0,08       | 6,9       | 41 800     | —        |
| Imšarac      | Minská   | 0,02          | 0,2        | —          | 4         | 42 000     | —        |
| Akuňok       | Minská   | 0,02          | 0,36       | —          | 8         | —          | —        |
| Hluchoje     | Minská   | 0,01          | 0,1        | —          | 5         | 25 000     | —        |
| Mjortvaje    | Minská   | 0,01          | 0,1        | —          | 4,8       | 24 000     | —        |
| Karasik      | Minská   | 0,01          | 0,1        | —          | 3,8       | 20 000     | —        |
| Svino        | Minská   | 0,01          | 0,1        | —          | 3,6       | 20 000     | —        |
| Velký Bolcik | Minská   | 0,14          | 0,74       | 0,23       | 27        | 1 310 000  | 179,1    |
| Malý Bolcik  | Minská   | 0,03          | 0,3        | 0,13       | 6         | 84 000     | —        |

## Galerie

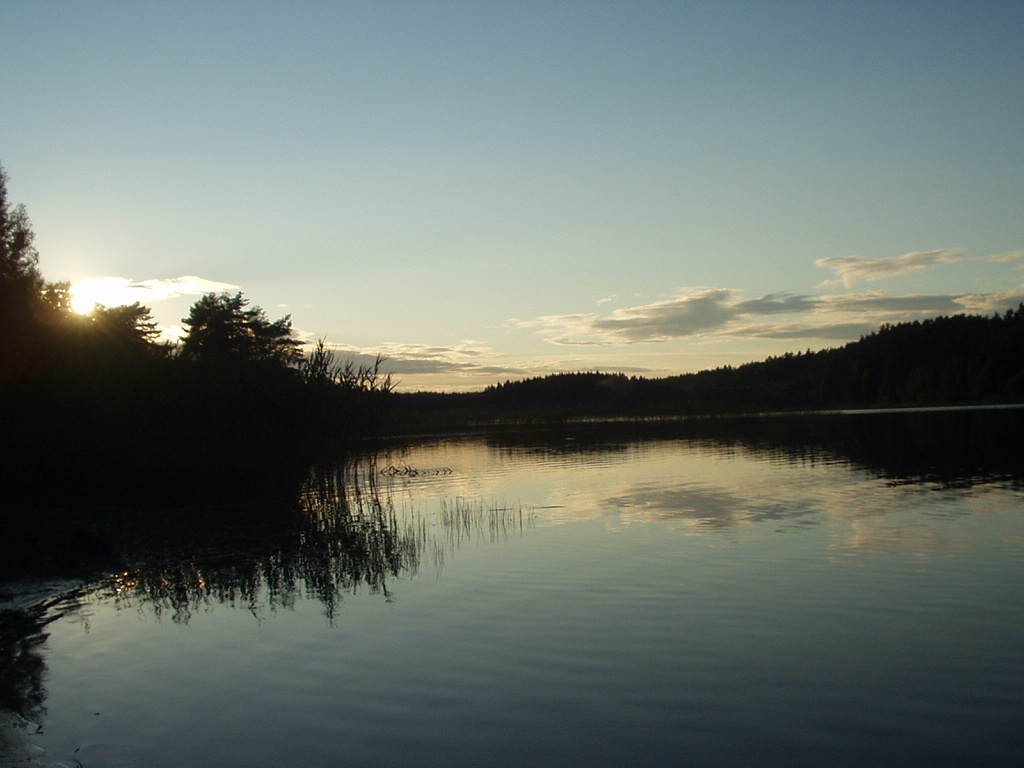
Balduk
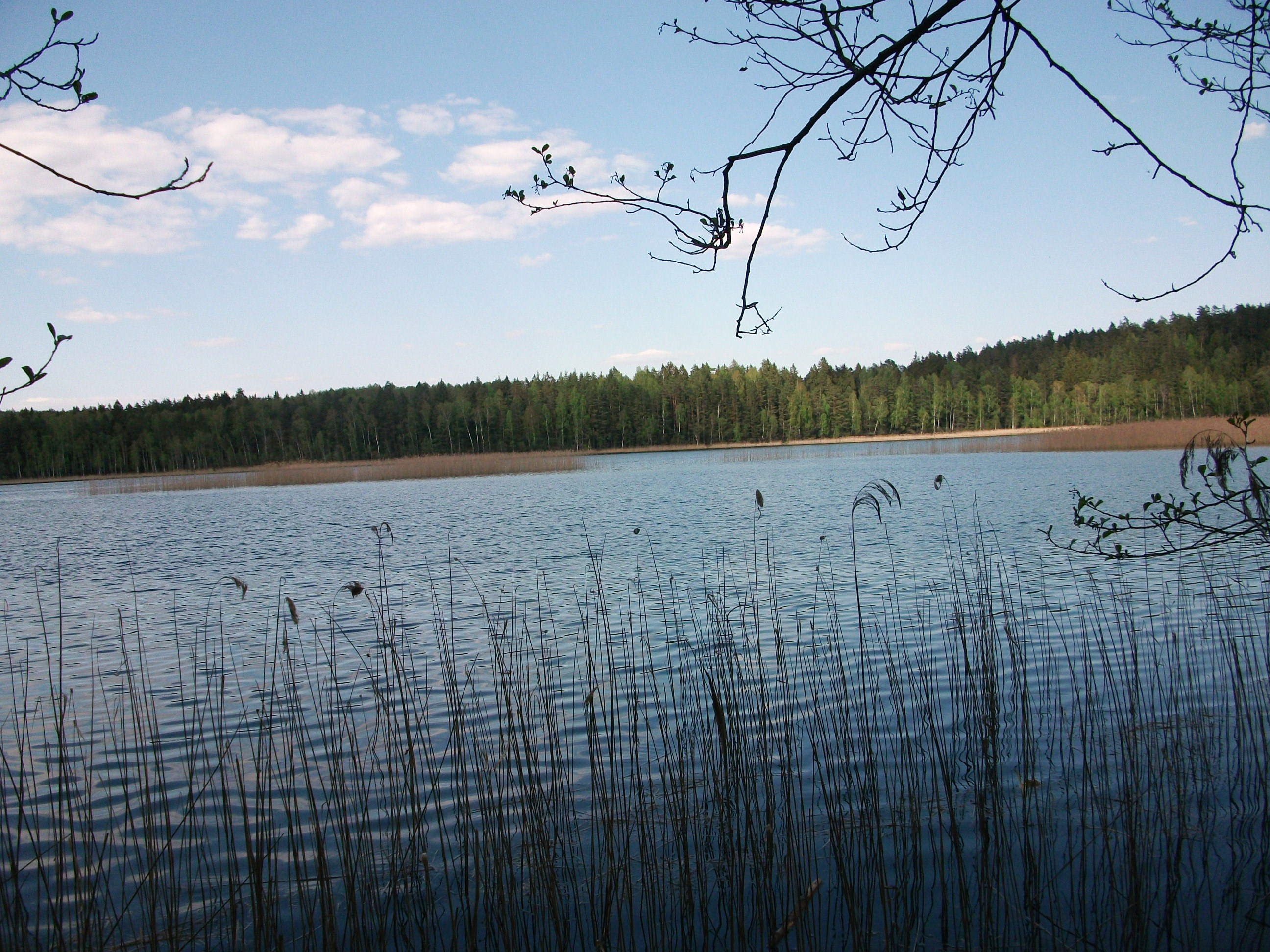
Glublja
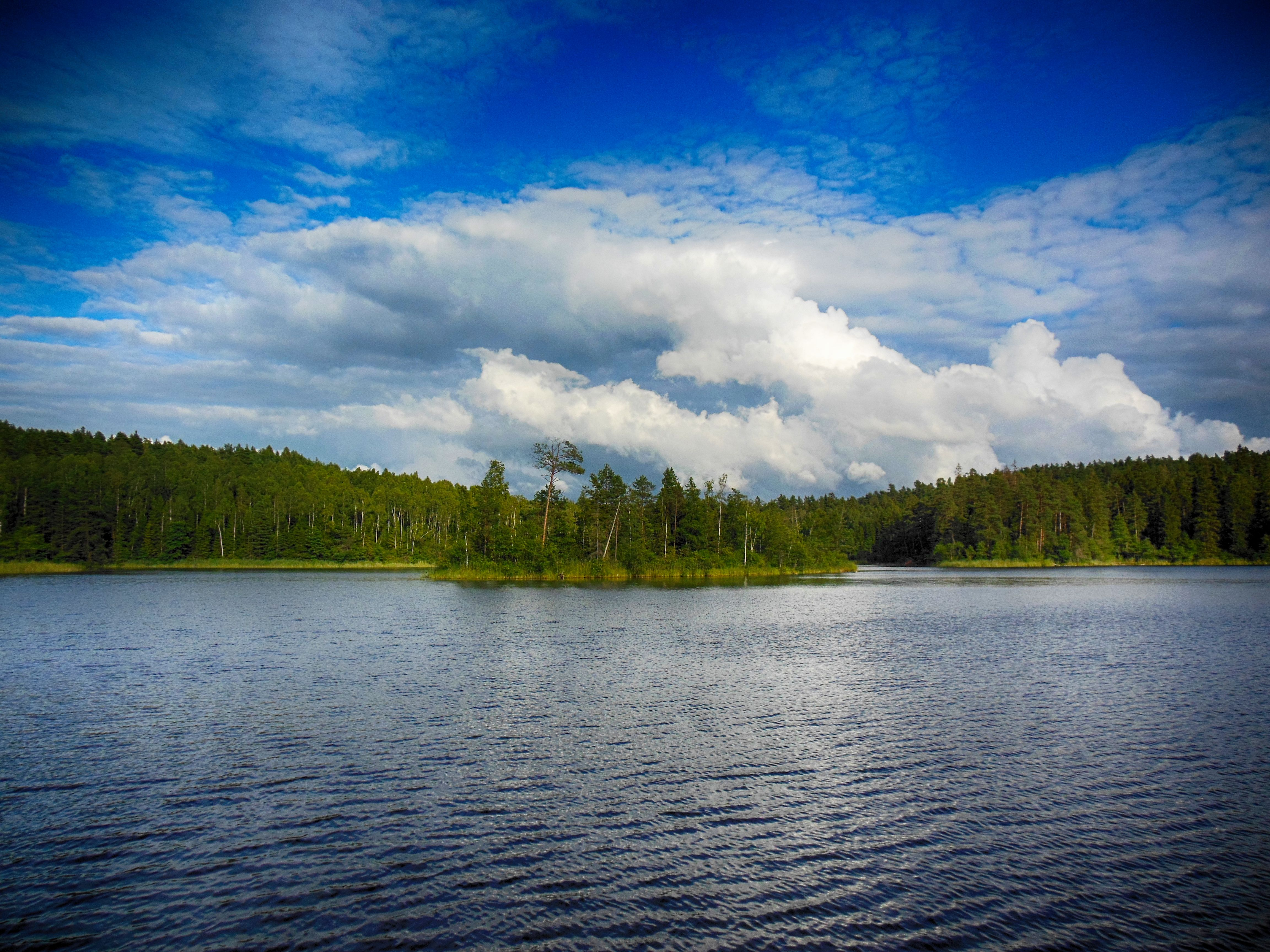
Glubelka
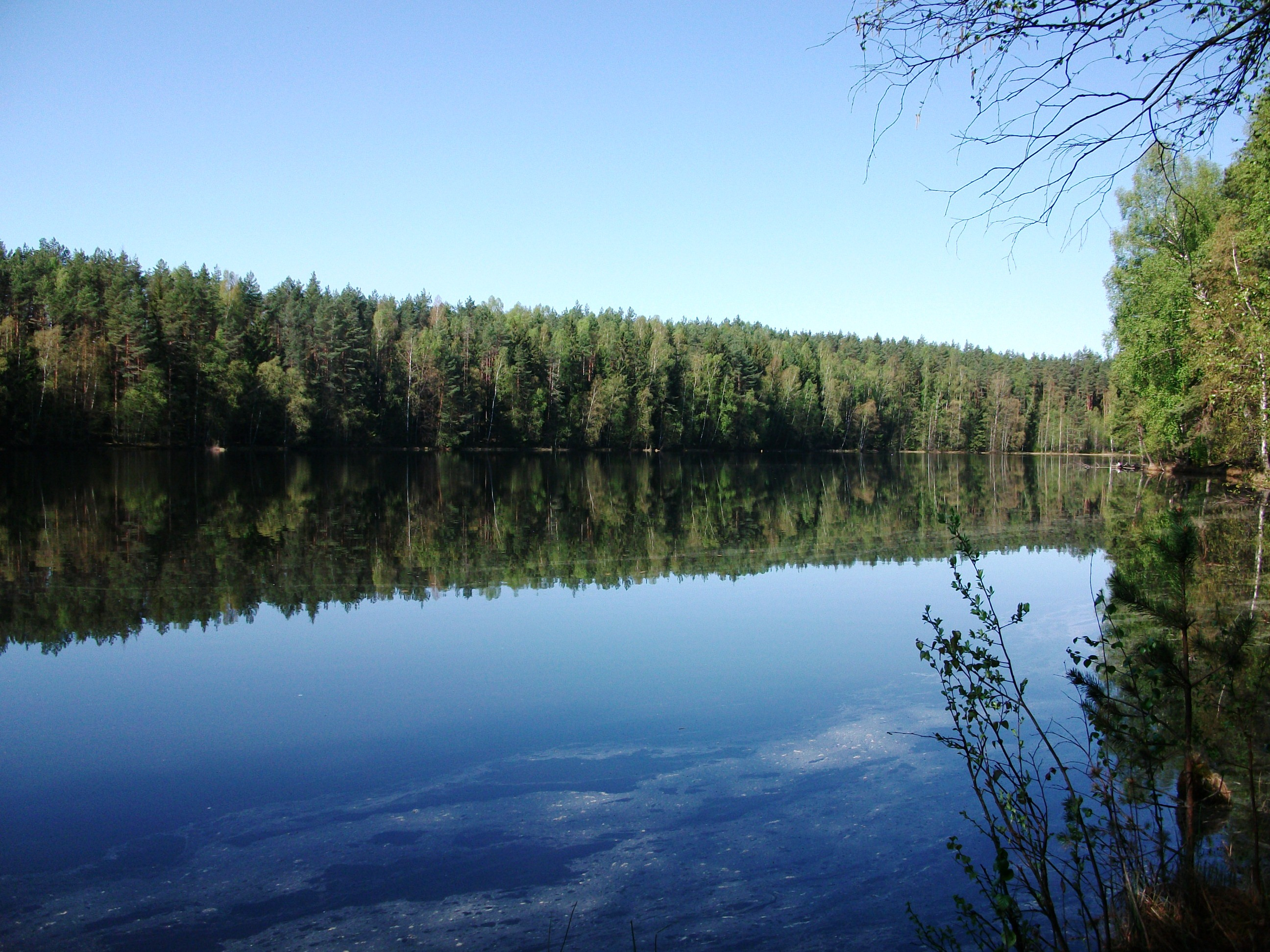
Akuňok
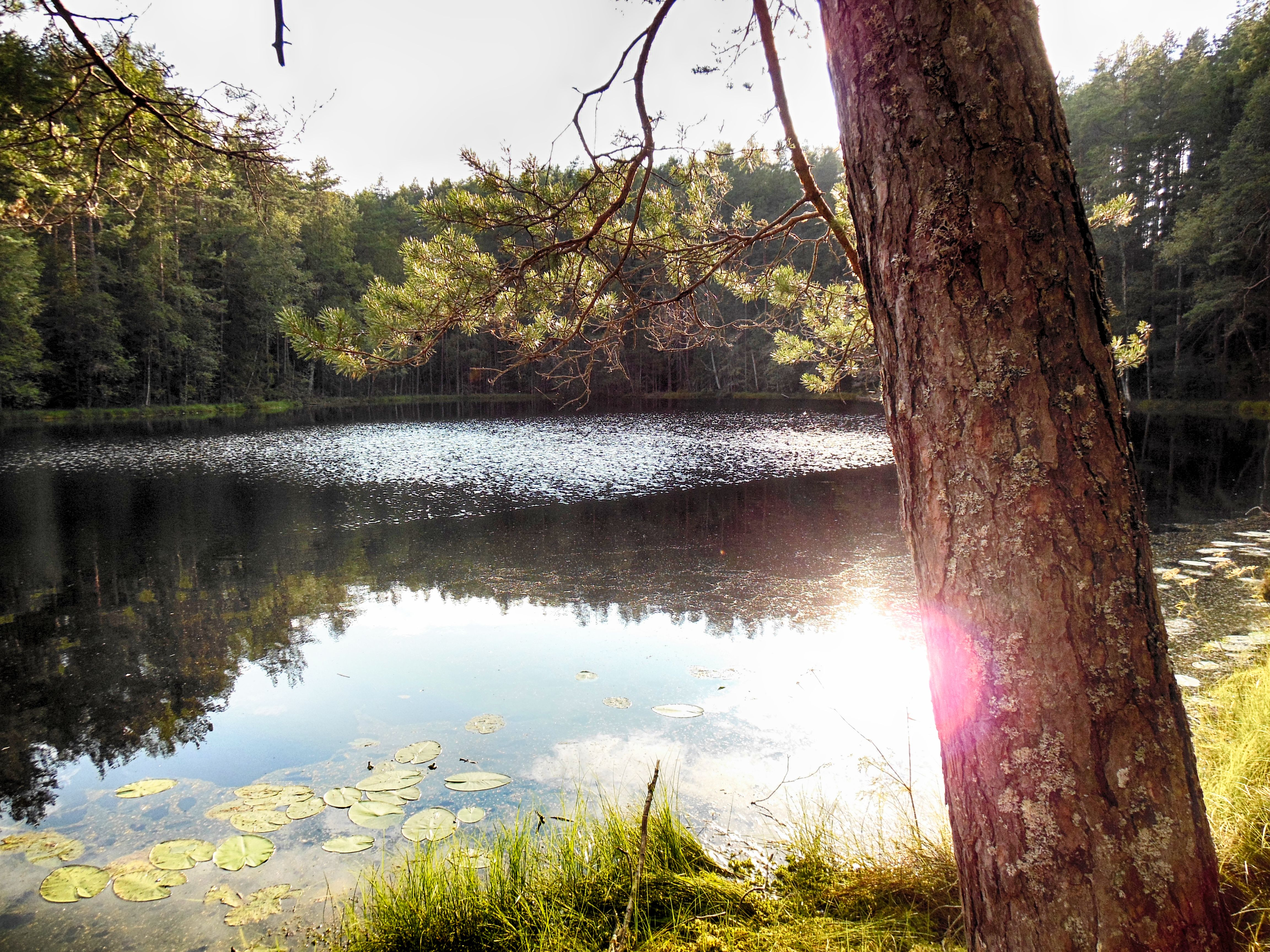
Mjortvaje